# Stephen Ward (Musical)
Stephen Ward ist ein Musical mit einem Buch und Texten von Don Black und Christopher Hampton, mit Musik von Andrew Lloyd Webber. Das Musical basiert auf der Profumo-Affäre von 1963, an der der britische Kriegsminister John Profumo und der Prominente Stephen Ward beteiligt waren.  Die Uraufführung des Musicals fand in Londons West End am Aldwych Theatre im Dezember 2013 statt. Das Musical war Presseberichten zufolge wenig erfolgreich und wurde trotz seiner prominenten Verfasser bereits nach vier Monaten wieder vom Spielplan genommen. Lloyd Webber recherchiert jedoch weiter zur Thematik und zur Profumo-Affäre, die weitreichender sein könnte als bislang bekannt.